# Monica Seles
Monica Seles (nata Monika Seleš, ungh. Mónika Szeles; Novi Sad, 2 dicembre 1973) è un'ex tennista jugoslava con cittadinanza ungherese naturalizzata statunitense.
Considerata una delle tenniste più forti della storia, nel corso della sua carriera è stata numero uno del ranking WTA per 178 settimane, vincendo in tutto 53 titoli WTA in singolare (tra cui 9 tornei del Grande Slam e 3 WTA Championships) e 6 in doppio. Ha vinto la medaglia di bronzo alle Olimpiadi di Sydney 2000 grazie al successo contro la serba Jelena Dokić, aggiudicandosi inoltre tre volte la Fed Cup con gli Stati Uniti nel 1996, 1999 e nel 2000. Negli anni Novanta fu protagonista insieme alla tedesca Steffi Graf di un'accesa rivalità tennistica. Nel 1993, mentre era numero uno al mondo, fu vittima al torneo di Amburgo di un'aggressione da parte di un tifoso morboso della Graf, che pugnalò Seles alla schiena, provocandole una ferita non troppo grave (profonda circa un centimetro e mezzo) ma che tuttavia le procurò degli effetti psicologici devastanti, tanto da pregiudicarle il resto della carriera, tenendola lontana dai campi di gioco per oltre due anni. Rimasta lontana dal tennis dal 2003 in poi, ha annunciato ufficialmente il ritiro dalle competizioni nel 2008 all'età di 34 anni.
Nel 2007 le è stata conferita anche la cittadinanza ungherese per via delle origini della sua famiglia.

## Biografia
Nata a Novi Sad, in Jugoslavia, Monica Seles iniziò a giocare a tennis all'età di sei anni, mentre a nove anni di età vinse il suo primo torneo. Nel 1981 venne notata mentre giocava un torneo under-12 in Francia dal maestro veronese Virgilio Giavoni che le donò 1000 dollari per supportare la sua carriera. Dopo aver ottenuto altri risultati discreti venne affiancata dall'ex tennista Jelena Genčić, che fu la sua prima coach; aveva già allenato Mima Jaušovec e Goran Ivanišević e negli anni successivi avrebbe seguito i primi passi anche di Iva Majoli e Novak Đoković.
Nel 1985 vinse un torneo a Miami: nel corso di tale manifestazione fu notata dall'allenatore Nick Bollettieri, che convinse lei e la sua famiglia a trasferirsi negli Stati Uniti d'America e la fece entrare nella sua accademia tennistica di Bradenton, in Florida.

## Carriera

### 1989-1993: i grandi successi

Seles celebra la vittoria agli Internazionali d'Italia 1990

Debutta sul circuito nel marzo 1988 al torneo di Boca Raton, ma passa professionista il 13 febbraio 1989. Nel maggio dello stesso anno vince il suo primo torneo WTA a Houston, in cui era entrata grazie a una wild-card, battendo in finale Chris Evert 3–6, 6–1, 6–4. Un mese dopo, alla sua prima partecipazione a un torneo del Grande Slam, arriva in semifinale al Roland Garros, sconfitta in tre set dall'allora numero uno del mondo Steffi Graf. Conclude la stagione al sesto posto del ranking professionistico femminile.
Mancina, capace di arrivare sempre sulla palla in ogni angolo del campo e in grado di imprimere impressionanti accelerazioni sia di diritto che di rovescio (entrambi giocati a due mani), nel giugno 1990 Monica Seles divenne, a 16 anni e 6 mesi, la più giovane vincitrice di sempre degli Open di Francia, e di uno Slam, sconfiggendo in finale la numero uno del mondo Graf. A fine anno vince anche il Virginia Slims Championships battendo Gabriela Sabatini in 5 set nella finale. Termina l'anno al n. 2 del ranking mondiale con 9 tornei conquistati nel corso della stagione.

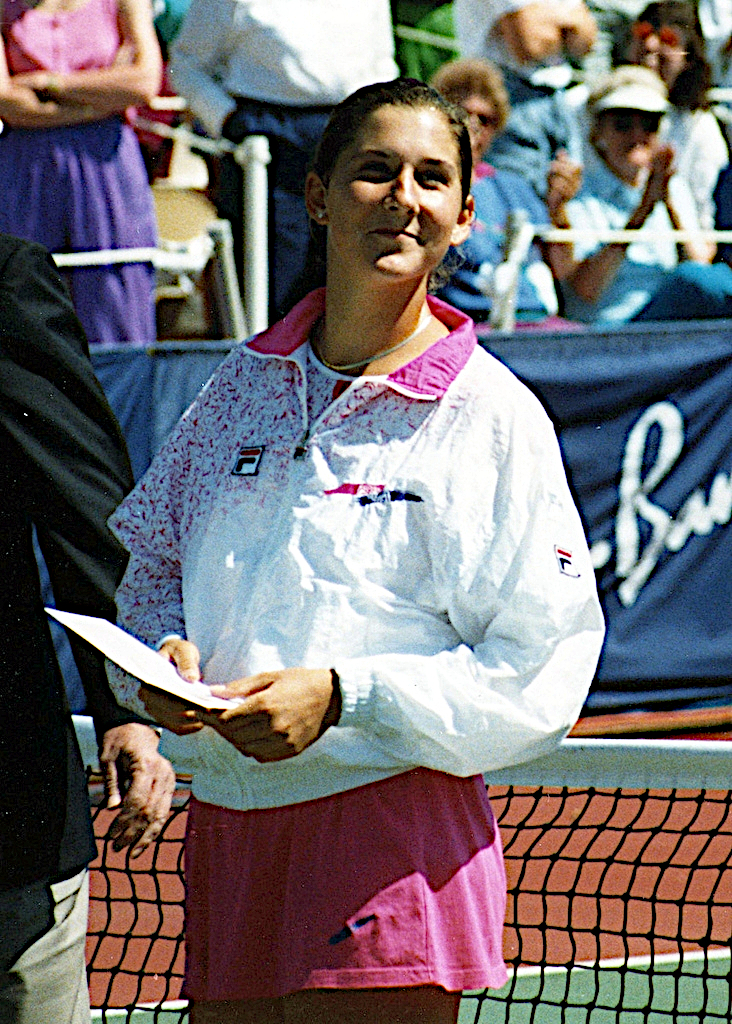
Seles nel 1991

Nel 1991 Monica Seles comincia la stagione nel migliore dei modi: vince l'Australian Open battendo Jana Novotná e si conferma vincendo altri due tornei a marzo e ad aprile. A marzo conquista per la prima volta in carriera la posizione n. 1 del ranking mondiale, più giovane tennista a riuscirci, strappandola dopo quasi 4 anni alla tedesca Graf. In seguito conferma la sua prima posizione difendendo il titolo all'Open di Francia battendo Arantxa Sánchez Vicario in finale. Poi prende sei settimane di pausa saltando il torneo di Wimbledon a causa di una periostite. Grazie a questo stop Graf la supera in classifica, ma Seles rientra in tempo per vincere l'US Open contro Martina Navrátilová assicurandosi definitivamente la cima del ranking WTA. Alla fine dell'anno vince altri 3 tornei prima di aggiudicarsi il suo secondo Virginia Slims Championships consecutivo battendo in 4 set Navrátilová. In tutta la stagione si aggiudica 10 tornei WTA.
Nel 1992 la Seles vince altri 10 tornei WTA. Difende con successo il suo titolo in Australia battendo agevolmente Mary Joe Fernández. Poi vince 3 tornei in preparazione all'Open di Francia. A Parigi conquista il suo terzo titolo battendo Graf in tre set. Questa si prende la rivincita poche settimane dopo, quando le due si incontrano nella finale di Wimbledon. All'US Open Seles si impone senza problemi sconfiggendo Arantxa Sánchez Vicario in due set e confermando la propria leadership. Dopo il successo di Flushing Meadows vince anche a Tokyo e a Oakland e a fine anno conquista il terzo Virginia Slims Championships consecutivo battendo nuovamente Martina Navrátilová.
Fra il gennaio 1991 e il febbraio 1993 Monica Seles vince 22 titoli WTA, raggiungendo 33 finali su 34 tornei disputati. Il suo score vittorie-sconfitte in questo periodo è di 159–12 (92,9% di vittorie). Nel Grande Slam il suo score era un impressionante 55–1. Nei suoi primi 4 anni completi di carriera (1988-1992) aveva uno score totale di 231–25 (90,2% di vittorie) e vinse 30 titoli, una prestazione seconda solo a quella di Chris Evert. Complessivamente, tra il 1990 e l'inizio del 1993 la Seles vinse otto titoli del Grande Slam, a soli 19 anni, record assoluto di questo sport. All'inizio del 1993 dunque, la Seles era saldamente in testa alle classifiche da oltre due anni, divenendo il più giovane giocatore di tennis numero 1 più longevo di tutti i tempi.
Nel gennaio 1993 vince, per la terza volta consecutiva, gli Australian Open sconfiggendo ancora una volta Graf in finale. Il mese successivo vince senza problemi il torneo di Chicago e si accinge ad affrontare l'anno con i migliori auspici.

### 1993: l'aggressione
(Steffi Graf)
Il 30 aprile 1993, al torneo di Amburgo, durante l'incontro dei quarti di finale che la vedeva opposta alla bulgara Magdalena Maleeva, Seles viene aggredita con un coltello in campo. Günter Parche, l'aggressore, era un fan ossessionato e morboso di Steffi Graf, e con quel gesto, intendeva restituire il primato nel ranking alla tennista tedesca. La ferita, non troppo grave (era profonda circa un centimetro e mezzo), interessò la schiena, all'altezza della spalla sinistra; le provocò però un grave shock psicologico, inducendola ad abbandonare il tennis per oltre due anni. Nell'occasione, tutte le sue colleghe, ad eccezione di Sabatini, rifiutarono la proposta della WTA di congelare il suo ranking di numero uno fino al suo ritorno alle competizioni. Seles, a soli 19 anni, aveva già vinto otto titoli del Grande Slam e aveva ancora ottime prospettive. Subito dopo l'aggressione e il ritiro di Seles, Steffi Graf, connazionale e beniamina di Parche, tornò in vetta alle classifiche mondiali. In seguito all'aggressione, Seles deciderà di non mettere mai più piede in Germania.

### 1995-2003: il ritorno

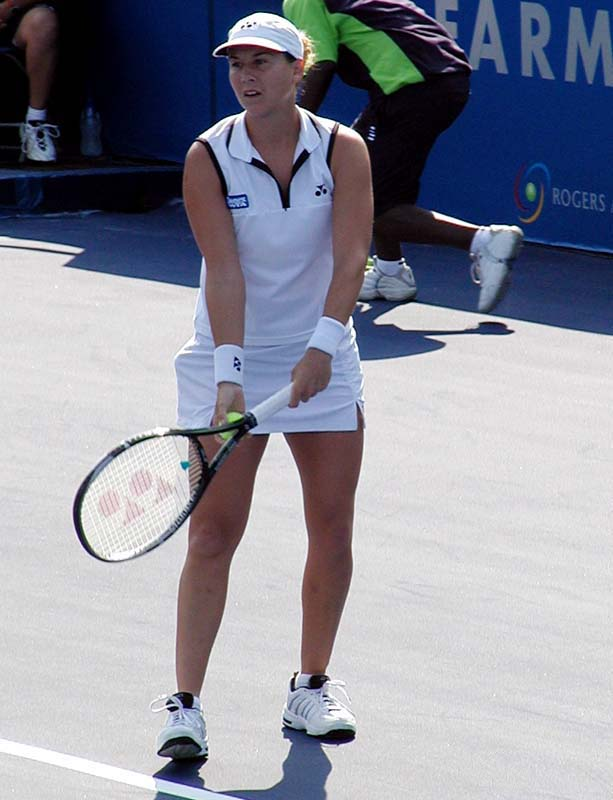
Seles nel 2001

Dopo un'esibizione ad Atlantic City contro Martina Navrátilová nel luglio 1995, Monica Seles, che era stata seguita durante il suo recupero da Bob Kersee, torna a giocare nel circuito professionistico il mese successivo, ottenendo dalla WTA (tra le proteste di alcune giocatrici) il ranking di numero "1 bis", dietro Steffi Graf. Il primo torneo del ritorno è il prestigioso Canadian Open a Toronto, che Seles vince agevolmente, dopo aver lasciato un solo gioco a Sabatini in semifinale e ancora un gioco soltanto ad Amanda Coetzer in finale. Nello stesso anno giunge in finale agli US Open, in cui torna a scontrarsi nuovamente con Graf. La sfida venne annunciata come l'incontro del secolo e fu combattuta ad altissimi livelli: Seles viene sconfitta al terzo set, dopo aver vinto il secondo parziale per 6–0 e aver perso il primo parziale al tie-break a causa di un errore arbitrale (l'ace con il quale si sarebbe aggiudicata il primo set venne erroneamente considerato fuori e il set fu poi vinto dall'avversaria). Nel 1996 subito dopo aver conquistato il torneo di Sydney sconfiggendo Lindsay Davenport in finale, vince per la quarta volta gli Australian Open, battendo in due rapidi set la tedesca Anke Huber nella finale.
Successivamente Seles, anche a causa dei suoi problemi legati alla depressione e alla bulimia (problematiche che l'afflissero negli anni successivi all'aggressione), fatica a mantenere una tenuta mentale nonché una forma fisica costanti, e questo compromette, in parte, il suo ritorno ai massimi livelli di gioco. Non riesce in effetti a conquistare più alcun torneo del Grande Slam, raggiungendo la sua ultima finale al Roland Garros nel 1998 dove, dopo aver sconfitto in semifinale la numero uno del mondo Martina Hingis in due facili set, viene battuta a sorpresa da Arantxa Sánchez Vicario. Nel corso della sua "seconda carriera" si aggiudica comunque ancora diverse importanti competizioni, tra cui i Canadian Open per quattro volte consecutive (dal 1995 al 1998), e gli Internazionali d'Italia nel 2000, mantenendosi stabilmente nella top ten della classifica WTA sino a fine carriera.

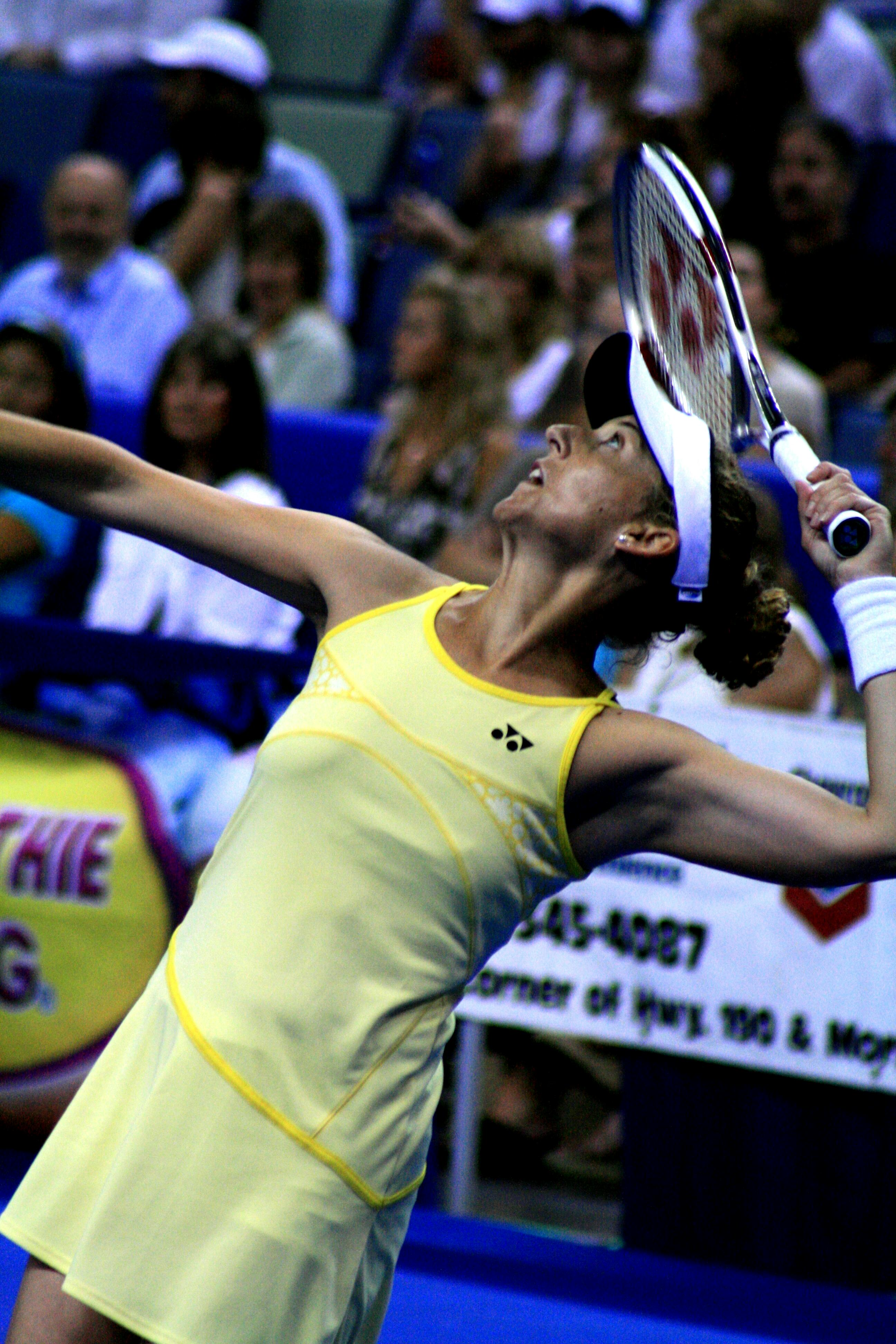
Seles nel 2007 durante un'esibizione benefica a New Orleans

A causa di un grave infortunio al piede sinistro non ha più giocato dalla sconfitta al primo turno del Roland Garros 2003, ma all'inizio del 2006 sull'esempio di Martina Hingis, non ha escluso un suo possibile ritorno alle gare. Il 15 febbraio 2008 la campionessa ha annunciato il suo ritiro dalle competizioni ufficiali rinunciando definitivamente a un possibile rientro nel circuito WTA dopo l'infortunio. Chiude all'età di 34 anni con all'attivo 9 titoli dello Slam, 53 nel singolare e 6 nel doppio.
Molti sostengono che Monica Seles, senza il tragico incidente dell'aprile 1993, avrebbe potuto vincere più Slam della contemporanea Steffi Graf e dell'australiana Margaret Smith Court, diventando così la tennista più vincente nel singolare.

### Fed Cup e Olimpiadi
Monica Seles ha fatto parte della nazionale statunitense di Fed Cup per 6 volte (1995, 1996, 1998, 1999, 2000 e 2002), vincendo nel 1996, 1999 e 2000 e arrivando al secondo posto nel 1995.
Non ha preso parte ai Giochi olimpici del 1988 e del 1992. Alle Olimpiadi di Atlanta 1996 Seles era testa di serie n. 1, ma viene battuta nei quarti di finale da Jana Novotná (che conquista il bronzo). Alle Olimpiadi di Sydney 2000 raggiunge la semifinale nel singolare femminile (da testa di serie n. 3), dove viene battuta da Venus Williams con il punteggio di 1–6, 6–4, 3–6. In quella edizione si aggiudica la medaglia di bronzo battendo nella finale per il terzo posto Jelena Dokić con il punteggio 6–1, 6–4.

## Statistiche

### Singolare

#### Grande Slam

##### Vinte (9)
| Anno | Torneo              | Superficie  | Avversaria in finale    | Punteggio      |
| 1990 | Open di Francia     | Terra rossa | Steffi Graf             | 7–6(6), 6–4    |
| 1991 | Australian Open     | Cemento     | Jana Novotná            | 5–7, 6–3, 6–1  |
| 1991 | Open di Francia (2) | Terra rossa | Arantxa Sánchez Vicario | 6–3, 6–4       |
| 1991 | US Open             | Cemento     | Martina Navrátilová     | 7–6(1), 6–1    |
| 1992 | Australian Open (2) | Cemento     | Mary Joe Fernández      | 6–2, 6–3       |
| 1992 | Open di Francia (3) | Terra rossa | Steffi Graf             | 6–2, 3–6, 10–8 |
| 1992 | US Open (2)         | Cemento     | Arantxa Sánchez Vicario | 6–3, 6–3       |
| 1993 | Australian Open (3) | Cemento     | Steffi Graf             | 4–6, 6–3, 6–2  |
| 1996 | Australian Open (4) | Cemento     | Anke Huber              | 6–4, 6–1       |

##### Perse (4)
| Anno | Torneo          | Superficie  | Avversaria in finale    | Punteggio        |
| 1992 | Wimbledon       | Erba        | Steffi Graf             | 6–2, 6–1         |
| 1995 | US Open         | Cemento     | Steffi Graf             | 7–6(6), 0–6, 6–3 |
| 1996 | US Open (2)     | Cemento     | Steffi Graf             | 7–5, 6–4         |
| 1998 | Open di Francia | Terra rossa | Arantxa Sánchez Vicario | 7–6(5), 0–6, 6–2 |